# 제프리 콤스
제프리 콤스(Jeffrey Combs, 1954년 9월 9일 ~ )는 미국 캘리포니아 옥스나드 출신의 배우이다.

## 목소리 출연작
- 트랜스포머 프라임, 트랜스포머 로봇 인 디스가이즈 - 래칫
- 배트맨: 더 둠 댓 케임 투 고담 - 커크 랭스트롬